# 張鑫海
張鑫海（1918年3月3日—2010年7月19日），蘇州出生，京劇鼓師，長期在周信芳的京劇團做京劇武場（打擊樂部）伴奏工作，早年演奏小鑼、大鑼、鐃鈸等打擊樂器，周信芳劇團原任鼓師張世恩離職後，他升任鼓師，從此給周信芳的許許多多戲打鼓，包括許多周信芳創作的新編古裝京劇。
中華人民共和國成立後，他在第1屆「華東區戲曲大會演」裡得到「樂師獎」，1956年隨團到蘇聯訪問演出。
周信芳1956年的京劇電影《宋士杰》；1961年的京劇電影《周信芳舞台藝術》（含《徐策跑城》和《下書殺惜》2部戲）是他的司鼓作品。
周信芳留下的1949年後錄音，幾乎都是他給打的鼓。
他還給蓋叫天等打過鼓。
兒童動畫電影《大鬧天宮》、《沒頭腦和不高興》裡的京劇音樂也是張鑫海的司鼓作品（《大鬧天宮》有1部份京劇音樂是王玉璞打鼓）。
他在電影司鼓作品裡的職稱都是「指揮」（鼓師是京劇樂隊的總指揮）。
上海京劇院現代京劇（京劇現代戲）《智取威虎山》和《磐石灣》甲組和電影版的鼓師都是他（琴師是蔣阿炳，草創期的鼓師是王燮元，琴師是趙濟羹，文革時的另1位琴師是尤繼舜，另1位鼓師是王玉璞）。
他和王燮元同時是現代京劇《智取威虎山》創作組的創作人員，主要做打擊樂設計。
被列為樣板的前後2批10個革命現代京劇（京劇現代戲）《智取威虎山》、《海港》、《紅燈記》、《沙家浜》、《奇襲白虎團》、《龍江頌》、《平原作戰》、《紅色娘子軍》、《杜鵑山》、《磐石灣》合稱「10大（京劇）樣板戲」。
他是史上僅有的，做2部樣板戲的舞台版甲組鼓師和電影版鼓師第1人和惟1人（《磐石灣》另1位鼓師是王玉璞）。
張鑫海與張森林被稱為上海2張。
愛人劉佩君（1929年－2009年8月3日）是京劇坤生（女老生），師承陳秀華先生，1964年轉業，1979年離休。
他作為上海京劇院的中國國家1級演員（鼓師），得到中國國務院發給有特殊貢獻專家證書和津貼。